# Landtag Reuß jüngerer Linie
Der Landtag Reuß jüngerer Linie war 1848 bis 1920 die Legislative des Fürstentums bzw. Freistaats Reuß jüngerer Linie (Reuß-Gera).

## Vorgeschichte
In den reußischen Fürstentümern bestanden bereits vor dem 19. Jahrhundert Landstände. Diese setzten sich aus den Kurien der Ritterschaft und den Vertretern der Städte zusammen. Eine Vertretung des Klerus war nicht vorgesehen. Die Stände traten planmäßig alle acht Jahre zusammen. Entsprechend der Aufteilung des Gebietes von Reuß jüngerer Linie bestanden getrennte Ritter- und Landschaften Reuß-Gera, Reuß-Schleiz, Reuß-Lobenstein und Reuß-Ebersdorf. Seit 1662 fanden gemeinsame Landtage dieser Landstände im Landschaftshaus in Gera statt. Mit dem Aufkommen des Absolutismus versuchten die Landesherren den Einfluss der Stände zu reduzieren. Diese konnten jedoch in Reuß jüngere Linie mindestens ihre Kernkompetenz, das Steuerbewilligungsrecht, behaupten. Deutlich wurde dies in einem Rezess vor dem Reichskammergericht in Wetzlar 1779 nach einer Klage von 1772. Darin musste Graf Heinrich XXX. von Reuß-Gera den vereinigten Ritter- und Landschaften zusagen, eine Steuererhöhung, die er wegen der Verwüstungen im Siebenjährigen Krieg verordnet hatte, diesen zunächst zur Genehmigung vorzulegen.
Obwohl Art. 13 der deutschen Bundesakte vorsah, dass in allen Ländern des deutschen Bundes landständische Verfassungen und Landtag eingerichtet werden sollten, war in den Fürstentümern Reuß jüngerer Linie keine Verfassung erlassen worden. Die Ritter- und Landschaften bestanden weiter. 1824 vereinigten sich die Ritter- und Landschaften von Reuß-Lobenstein und Reuß-Ebersdorf entsprechend dem Erbgang der Herrscher.

## Der „Beratungslandtag“ 1848/49
In der Deutschen Revolution 1848/49 kam es auch in Reuß jüngerer Linie zu Bürgerprotesten. Am 16. März 1848 legten Geraer Bürger der gemeinsamen Regierung ihre Märzforderungen vor, zu denen auch eine zeitgemäße Verfassung mit Volksvertretung gehörte. Wie in den anderen Teilen Deutschlands mussten auch die Fürsten in Reuß jüngere Linie den Forderungen des Volkes nachgeben. Am 25. März erklärten Fürst Heinrich LXXII. von Reuß-Ebersdorf und Fürst Heinrich LXII. von Schleiz den Forderungen des Volkes nachkommen zu wollen. Am 27. März erklärte Kanzler Robert von Bretschneider die Bereitschaft einen Landtag in allgemeinen Wahlen wählen zu lassen. Diese Erklärung führte zu einer Beruhigung der Lage.
Das Wahlgesetz, dass Bretschneider den Landesherren am 16. April vorlegte sah vor, dass fünf Vertreter der bisherigen Ritter- und Landschaften (drei aus Gera und je einer aus Schleiz und Lobenstein/Ebersdorf) und 26 frei gewählte Abgeordnete (7 aus dem Fürstentum Schleiz, 7 aus dem Fürstentum Lobenstein/Ebersdorf, 10 aus dem Fürstentum Gera und 2 aus der Pflege Saalburg) den Landtag bilden sollten. Dies Wahlordnung wurde am 22. April von den Fürsten in Kraft gesetzt. Nachträglich wurde sie von den Ritter- und Landschaften gebilligt.
Die Demokraten im Land kritisierten den Gesetzesentwurf heftig. Neben den 5 Mandaten für die bisherigen Ritter- und Landschaften stieß vor allem die Regelung auf Kritik, dass der Landtag über einen Verfassungsentwurf der Regierung beraten solle, anstatt frei in der Beratungsgrundlage zu sein. Die Proteste änderten aber nichts an dem Wahlgesetz. Die Abgeordneten wurden nach diesem gewählt und traten am 2. Oktober 1848 in Gera zu ihrer konstituierenden Sitzung zusammen.
Im Landtag wurde zunächst erneut die Frage der Legitimität der 5 Ritter- und Landschaftlichen Abgeordneten thematisiert. Die Landtagsmehrheit rief die Regierung auf, diese Abgeordneten nicht mehr einzuladen, die alten Stände wiederum beharrten auf ihrer Teilnahme. Am 9. März 1849 fragte daher Bretschneider bei der Provisorischen Zentralgewalt an. Das Reichsministerium des Innern unter Friedrich Bassermann entschied in einem Schiedsspruch am 5. April für die 5 Abgeordneten.
Der Landtag einigte sich auf eine Verfassung (das Staatsgrundgesetz) und ein neues Wahlrecht und beendete am 21. Dezember 1849 seine Arbeit.

## Der Konstitutionelle Landtag
Nach der Verfassung bestand der Landtag nun aus einer Kammer, die aus 19 Abgeordneten bestand. Diese wurden von allen Männern über 25 Jahren, die die Staatssteuer zahlten oder wirtschaftlich selbstständig waren in gleicher und direkter Wahl gewählt. Die Wahl fand in 19 Ein-Personen-Wahlkreisen statt. Ein Wahlkreis umfasste etwa 4.000 Einwohner. Neben den Abgeordneten wurden Ersatzmänner gewählt.
Der Landtag hatte umfassende Rechte: Das Budgetrecht, das Initiativrecht bezüglich Gesetzesänderungen und der Ministeranklage. Allerdings behielt der Fürst ein Vetorecht gegen Beschlüsse des Landtags.
Nach diesen Bestimmungen wurde 1851 der erste konstitutionelle Landtag gewählt. In der Reaktionsära erfolgte eine Rücknahme der Märzerrungenschaften. Die Regierung stellte ein revidiertes Staatsgrundgesetz vor und erreichte mit der Drohung, ansonsten den Landtag aufzulösen, am 25. November 1851 eine Mehrheit von 10 von 18 Stimmen für diese Verfassungs- und Wahlrechtsänderungen. Das Wahlrecht und die Verfassung traten am 14. April 1852 in Kraft. Nun wurden vier der 19 Abgeordneten durch die Großgrundbesitzer gewählt. Großgrundbesitzer waren Eigentümer von mindestens 124 Morgen landwirtschaftlicher Fläche. Die restlichen 15 Abgeordneten wurden in indirekter Wahl bestimmt. Dabei kamen 6 aus dem Landesteil Gera, 5 aus Schleiz und 4 aus Lobenstein-Ebersdorf.
Die indirekte Wahl erfolgte nach einem komplizierten Verfahren: In den Wahlbezirken, wurden die Urwähler gemäß ihrer „Berufs- und Gschäftsinteressen“ in fünf Abteilungen (Landwirte, zünftige Berufe, Kaufleute und Fabrikanten, Beamte und Intelligenz, Andere) eingeteilt. Diese bestimmten die Wahlmänner und diese die Abgeordneten.
Nach diesem Wahlverfahren wurde der zweite konstitutionelle Landtag gewählt.

## Die Landtage 1857 bis 1918
Das Wahlverfahren erwies sich in der Praxis als schwer umzusetzen. Daher wurde das Wahlrecht mit dem Gesetz über die Zusammensetzung und Wahl der Landesvertretung vom 16. Mai 1856 erneut geändert.
Nun erhielt der Inhaber des Paragiats Reuß-Köstritz eine Virilstimme. Die Inhaber der landtagsfähigen Rittergüter wählten drei Abgeordnete. Neun weitere wurden in indirekten allgemeinen Wahlen bestimmt. Hiervon wurden sechs Abgeordnete durch die Städte und drei durch die Landbevölkerung gewählt. Es blieb beim Mindestalter von 25 Jahren und einem Zensuswahlrecht.
1871 wurde das Wahlrecht im liberalen Sinne geändert. Die Virilstimme für Reuß-Köstritz blieb, die drei Mandate der Rittergutsbesitzer wurden durch drei Mandate der Höchstbesteuertsten ersetzt. Zwölf Abgeordnete wurden in allgemeinen, direkten Wahlen bestimmt.
1913 wurde mit dem Gesetz, betreffend Änderung des Landtags-Wahlgesetzes vom 8. Januar 1913 letztmals das Wahlrecht des Fürstentums geändert. Die Zahl der allgemein zu wählenden Abgeordneten wurde von 12 auf 17 erhöht. Das Wahlrecht war dem sächsischen Pluralwahlrecht von 1909 nachempfunden: Die Wähler hatten je nach Steuerhöhe, Bildung und Alter bis zu fünf Stimmen.

## Nach der Novemberrevolution
Nach der Novemberrevolution wurde der Landtag durch den Arbeiter- und Soldatenrat und die Regierung aufgelöst. Auf einer Sitzung der gemeinsamen Arbeiter- und Soldatenräte beider Freistaaten Reuß wurde am 4. Januar 1919 das Gesetz über die Landtage und die "Verordnung über den Landtag und die Landtagswahlen des Freistaates Reuß jüngerer Linie" beschlossen. Am 2. Februar 1919 wurde auf dieser Basis der letzte Landtag Reuß jüngerer Linie gewählt. Er bestand aus 21 Mitgliedern, von denen 10 am 31. März 1921 wegen der Verkleinerung der Gebietsvertretung ausschieden. Gewählt wurde in freier geheimer und gleicher Wahl durch Männer und Frauen im Verhältniswahlrecht. Bei einer Wahlbeteiligung von 81,9 % ergab sich folgendes Wahlergebnis.
| Partei    | Ergebnis | Sitze    |
| --------- | -------- | -------- |
| USPD, SPD | 62,16 %  | 13 Sitze |
| DNVP, DVP | 21,04 %  | 5 Sitze  |
| DDP       | 16,80 %  | 3 Sitze  |

Am 4. April 1919 beschloss der vereinigte reußische Landtag (aus dem Greizer Landtag und dem Landtag Reuß jüngerer Linie) das Gesetz über die Vereinigung der beiden reußischen Freistaaten zu einem Volksstaat Reuß, sowie über die vorläufige Verfassung und Verwaltung.
Für die Mitglieder des vereinigten Landtags siehe Liste der Mitglieder des Landtages (Volksstaat Reuß).
Am 1. Mai 1920 schlossen sich der Volksstaat Reuß und sechs weitere thüringische Kleinstaaten zum Land Thüringen zusammen. Damit wandelte sich der Reußer Landtag in eine Gebietsvertretung. Nachfolger als Landtag wurde der Thüringer Landtag.

## Übersichten

### Parlamentspräsidenten
- Philipp Mayer (1848–1849)
- Hermann Fasold (1851)
- Eduard Alberti (1852)
- Anton Fürbringer (1854–1857)
- Otto Weißker (1857–1859)
- Hermann Ampach (1860–1862)
- Franz Hirt (1863–1865)
- Hermann Ampach (1865–1866)
- Julius Alberti (1866–1871)
- Eduard Mehlhorn (1871–1877)
- Julius Alberti (1877–1883)
- Walther Fürbringer (1883–1912)
- Oskar Fröb (1912–1913)
- Hermann Weber (1914–1919)
- Wilhelm Leven (1919–1921)